# Ручай (Стародавній Київ)
Ручай (д.-рус. Рѹчаи) — річка або струмок (ручай), що існував у стародавньому Києві, на Подолі. За літописними джерелами на Ручаї знаходилась церква святого Іллі — найдавніший відомий християнський храм на Русі, а 988 року по Ручаю сплавляли у Дніпро ідола Перуна. Дослідниками робились різні припущення щодо локалізації Ручая, найсучасніша версія ототожнює його з давнім струмком, що протікав під схилами Старокиївської гори.

## Історія
Першого разу Ручай згадується у Повісті временних літ під 945 роком у фрагменті де змальована присяга дружини Ігоря дотримуватись умов мирного договору, який був заключений перед цим з греками. Язичницьку частину дружини Ігор водив присягати — разом з грецькими послами — на пагорб «де стояше Перун», а християнську — у церкву святого Іллі. Поясняючи читачеві місце розташування Іллінської церкви, яка вочевидь вже не існувала на час складання літопису (кінець XI — початок XII століть), літописець пише, що вона стояла «над Ручаєм». Також з цього фрагменту випливає, що поруч знаходились місцевості Пасинча бесіда та Козарє — «А християн-русів водили присягати в церкву святого Іллі, що є над ручаєм кінець Пасинчої бесіди, … ».
Друга згадка Ручая припадає на 988 рік — князь Володимир, прийнявши хрещення в Корсуні, повернувся до Києва та велів знищити капище шістьом богам, яке сам же збудував вісім років до цього на Перуновому пагорбі. Описуючи ці події, літописець змалював, як ідола Перуна при цьому волочили по Боричевому саме на ручай. Далі Перуна сплавили в Дніпро, і далі по Дніпру до порогів, супроводжуючи, за наказом Володимира, на лодьях — «Перуна ж повелів він прив'язати коневі до хвоста і волочити з Гори по Боричевому [узвозу] на ручай, … І, приволікши його, вкинули його в Дніпро.».

## Розташування

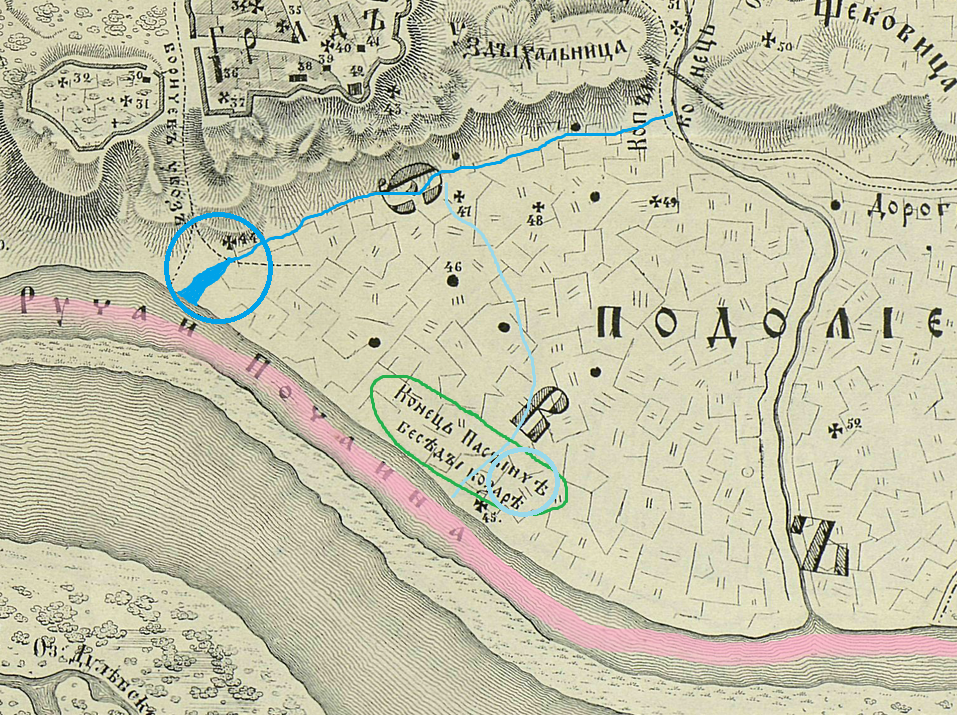
Варіанти розташування Ручая: — давній ручай під схилами Старокиївської (Андріївської) гори (орієнтовно); — Борисоглібський ручай (орієнтовно).
Бірюзове коло — Пасинча бесіда і Козарє відповідно до ручаю під горою. Світло-бірюзове коло — Пасинча бесіда за Л. Махновцем. Окреслене зеленим — Пасинча бесіда і Козарє за М. Закревським. Рожевим позначене русло Почайни.

М. Закревський вважав, що Ручаєм у давнину називали Почайну, церкву святого Іллі він при цьому розташовував на тому ж місці, де стоить сучасна Іллінська церква (вул. Почайнинська, 2, збудована у XVII столітті). Л. Махновець, погоджуючись з Закревським щодо Іллінської церкви, ототожнював Ручай з так званим Борисоглібським ручаєм. Останній мав витік з Старокиївської гори, проходив недалеко від верхньої частини Боричевого узвозу (за Махновцем розташовувався по трасі сучасного Андріївського узвозу, існують інші версії локалізації Боричевого узвозу), потім йшов повз Покровську церкву, по кварталах сучасних Андріївської, Борисоглібської та Іллінської вулиць, де впадав у Почайну. Разом з іншими струмками Подолу він був закритий у дерев'яний колектор ще до початку XIX століття.

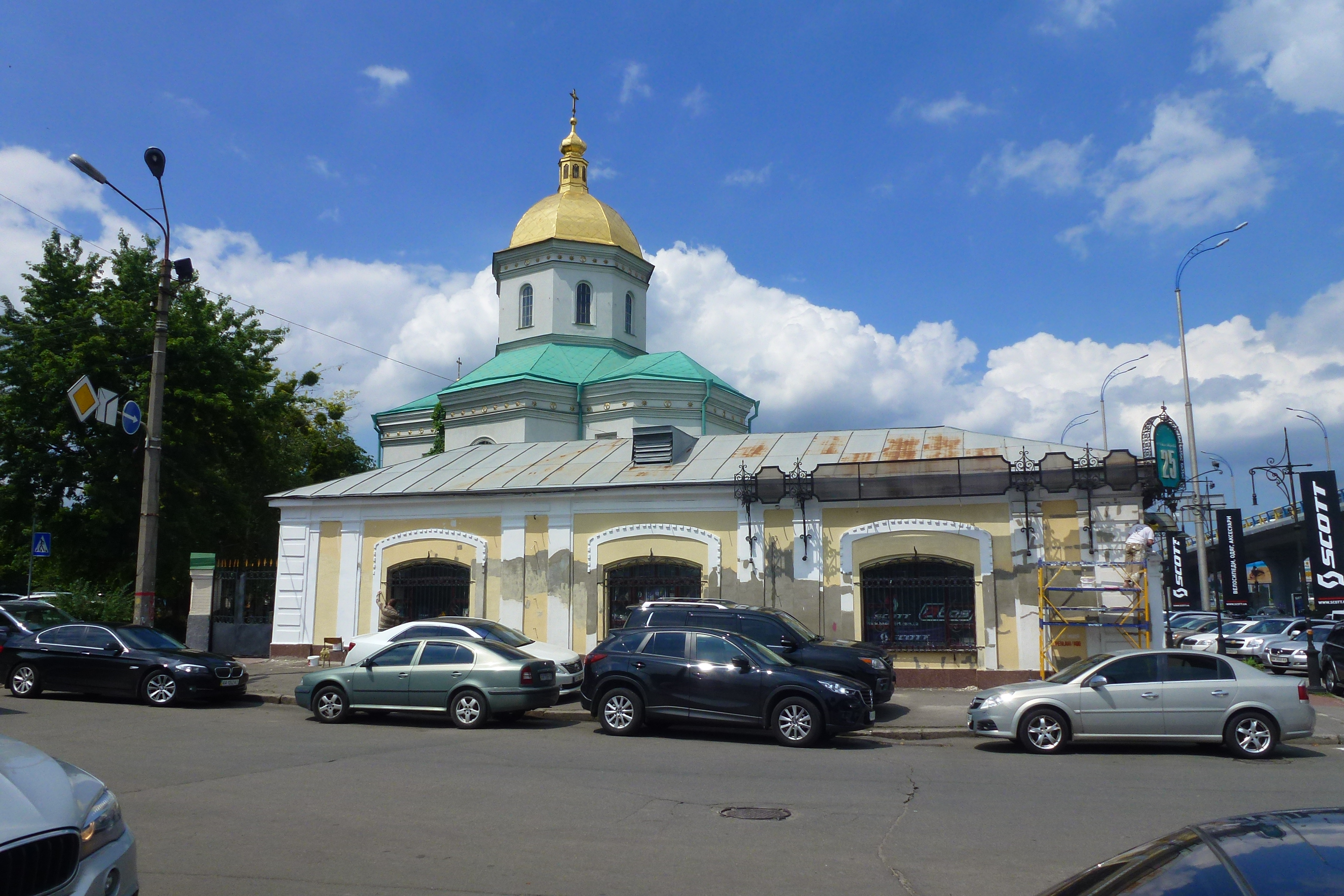
Іллінська церква 1692 року. За думкою деяких дослідників, стоить на місці давньої церкви св. Іллі, що була над Ручаєм.

М. Сагайдак вважає літописним Ручаєм давній ручай, русло якого, завширшки 28 м, було зафіксовано у 1975 році по вулиці Сагайдачного, 6-8. Цей ручай протікав під схилами Старокиївської гори, приблизно збігаючись напрямком з вулицею Боричів Тік. За думкою Сагайдака Боричів Тік отримав свою назву саме від цього ручаю, подібно до річок Гірський Тікич, Гнилий Тікич тощо. Витік ручаю ймовірно розташовувався у підніжжі Замкової гори, де у XVII—XVIII століттях забиралась вода для міського водогону, а на плані 1695 року показаний великий колодязь. Впадав ручай у заплаву Почайни, добре видиму на згаданому плані.
Згідно з С. Климовським, ця заплава (або заводь, або затока) Почайни врізалася у берег на глибину 300 м, таким чином русло знайдене по вулиці Сагайдачного було фактично верхнюю частиною цієї затоки, що пояснює таку його велику ширину. У цю затоку, за Климовським, приплили у 945 році древлянські посли до княгині Ольги приставши під Боричевим. За думкою Климовського, зсув ґрунту, замивання й штучна засипка, привели до того, що затока станом на кінець XI століття віддалилася від гори, стала вужче та обміліла. Саме ці обставини, згідно з Климовським, привели до пояснення літописця «бо тоді вода текла біля Гори київської, і на Подоллі не сиділи люди, а на Горі.» — в кінці XI століття літописець вже не дуже розумів, як можна було пристати до Боричевого узвозу (за Климовським останній виходив у район сучасної Поштової площі).